# 鈴木靖
鈴木 靖（すずき やすし 1962年〈昭和37年〉5月15日 - ）は、北海道鵡川町（現北海道むかわ町）出身のスピードスケート選手。

## 人物
1962年（昭和37年）5月15日、北海道勇払郡鵡川町（現むかわ町）出身。駒澤大学附属苫小牧高等学校を経て三協精機（現日本電産サンキョー）へ入社。
高校時代よりスピードスケート選手として頭角を現し、高校1年時に2000mリレーにて高校日本新記録を樹立、その後も、500m1000mで表彰台に上る。数々の世界大会に出場。1984年のサラエボオリンピック日本代表として男子500mに出場した。500m、1000m両距離に強さがあったスプリンター。
1983年ドイツ国際大会・中国国際大会では500m優勝の実績もある。
同世代の黒岩彰の影に隠れた存在であったが、全日本実業団スピードスケート大会で3連覇の実績を持っている。
現役引退後は指導者となり、現在は北海道札幌市に拠点を置くスケートチーム『Vortex』の代表、JR北海道スケートチームの監督も務めている。
【JADAアスリート委員】
公益財団法人　日本アンチ・ドーピング機構のアスリート委員として、クリーンなアスリート、スポーツの未来を創る「ロールモデル」アスリートとして活動をしている。
【北海道オール・オリンピアンズ】
2012年（平成24年）に橋本聖子を代表とする北海道オリンピアンズを立ち上げ、スポーツを通じた世界平和と国際的友好親善に貢献するとともに、我が国におけるスポーツの振興に寄与することを目的に活動している。
2016年からパラリンピアンを迎え、名称を北海道オリンピアン・パラリンピアンズに変更。
2017年から全てのオリンピアンを迎え、北海道オール・オリンピアンズに改名
【救急医療・災害医療・教育】
昭和62年より消防署に勤務。平成6年、消防を退職し北海道消防学校にて救急教育に従事、平成25年まで北海道の救急隊員の教育や救急救命士の教育を行った。
平成7年から札幌医科大学にて解剖学・生理学を学ぶ。
札幌医科大学DMAT隊員として、国内で発生した東日本大震災や熊本地震に派遣、また、JICA国際緊急医療チームとしてインドネシア災害へ派遣。

## 現在
【スケート連盟の役職】
- 公益財団法人日本スケート連盟医事委員会救護部会副部長
- 公益財団法人日本スケート連盟医事委員会アンチ・ドーピング部会委員
- 一般財団法人北海道スケート連盟評議員
- 一般財団法人北海道スケート連盟スピード委員会副委員長
- 一般財団法人北海道スケート連盟強化コーチ
- 札幌スケート連盟　理事長
- 札幌スケート連盟　スピード委員長

【医療関係】
- 日本集団災害医学会会員　災害調査委員会委員
- 北海道救急医学会評議員
- 北海道救急医学会　北海道マラソン準備委員会委員長
- 札幌医科大学DMATチーム
- 日本臨床救急医学会　会員
- JICA 国際緊急援助隊医療チームに所属、インドネシア地震災害ではニアス島で活動した。

## 選手経歴
- 1982年 : 世界スプリント選手権大会代表
- 1983年 : ゴールデンスケート（ドイツ）500m：金メダル
- 1984年 : 世界スプリント選手権大会代表
- 1984年 : サラエボオリンピック（男子500m：12位）
- 1985年 : 国際大会（中国：ハルピン）（男子500m：金メダル）
- 1982年 - 1984年 : 全日本実業団スピードスケート競技会　500m 3連覇

## 表彰
- 長野県スケート連盟栄光章（1982年）[1]